# Garcinia rheedei
Garcinia rheedei är en tvåhjärtbladig växtart som beskrevs av Jean Baptiste Louis Pierre. Garcinia rheedei ingår i släktet Garcinia och familjen Clusiaceae. Inga underarter finns listade i Catalogue of Life.